# Enikő Barabás
Enikő Barabás-Mironcic, née le 21 juillet 1986 à Reghin, est une rameuse roumaine. Elle participe aux Jeux olympiques d'été de 2008, où elle  remporte une médaille de bronze au huit féminin. Elle avait déjà fait partie de l'équipe qui a remporté une médaille d'argent pour la Roumanie aux Championnats du monde d'aviron de 2005, également en huit.

## Vie privée
Mironcic vient de la minorité hongroise de Roumanie.